# Joseph Devine
Joseph Devine (ur. 7 sierpnia 1937 w Kirkintilloch, zm. 23 maja 2019) – brytyjski duchowny rzymskokatolicki, biskup diecezjalny Motherwell w latach 1983-2013.

## Życiorys
Święcenia kapłańskie przyjął 29 czerwca 1960 w archidiecezji Glasgow. 5 maja 1977 papież Paweł VI mianował go biskupem pomocniczym tej archidiecezji ze stolicą tytularną Voli. Sakry udzielił mu 31 maja 1977 kardynał Thomas Winning, ówczesny arcybiskup metropolita Glasgow. 13 maja 1983 papież Jan Paweł II przeniósł go na urząd biskupa diecezjalnego Motherwell.
31 maja 2013 papież Franciszek przyjął jego rezygnację z pełnionego urzędu złożoną ze względu na wiek.